# 愛媛国際貿易センター
愛媛国際貿易センター（えひめこくさいぼうえきセンター）は、愛媛県松山市にある総合センター。愛媛県運転免許試験場（松山市勝岡へ移転）の跡地へ、1995年3月22日に完成した。通称はアイテムえひめ。
主要運営は愛媛エフ・エー・ゼット。

## 施設

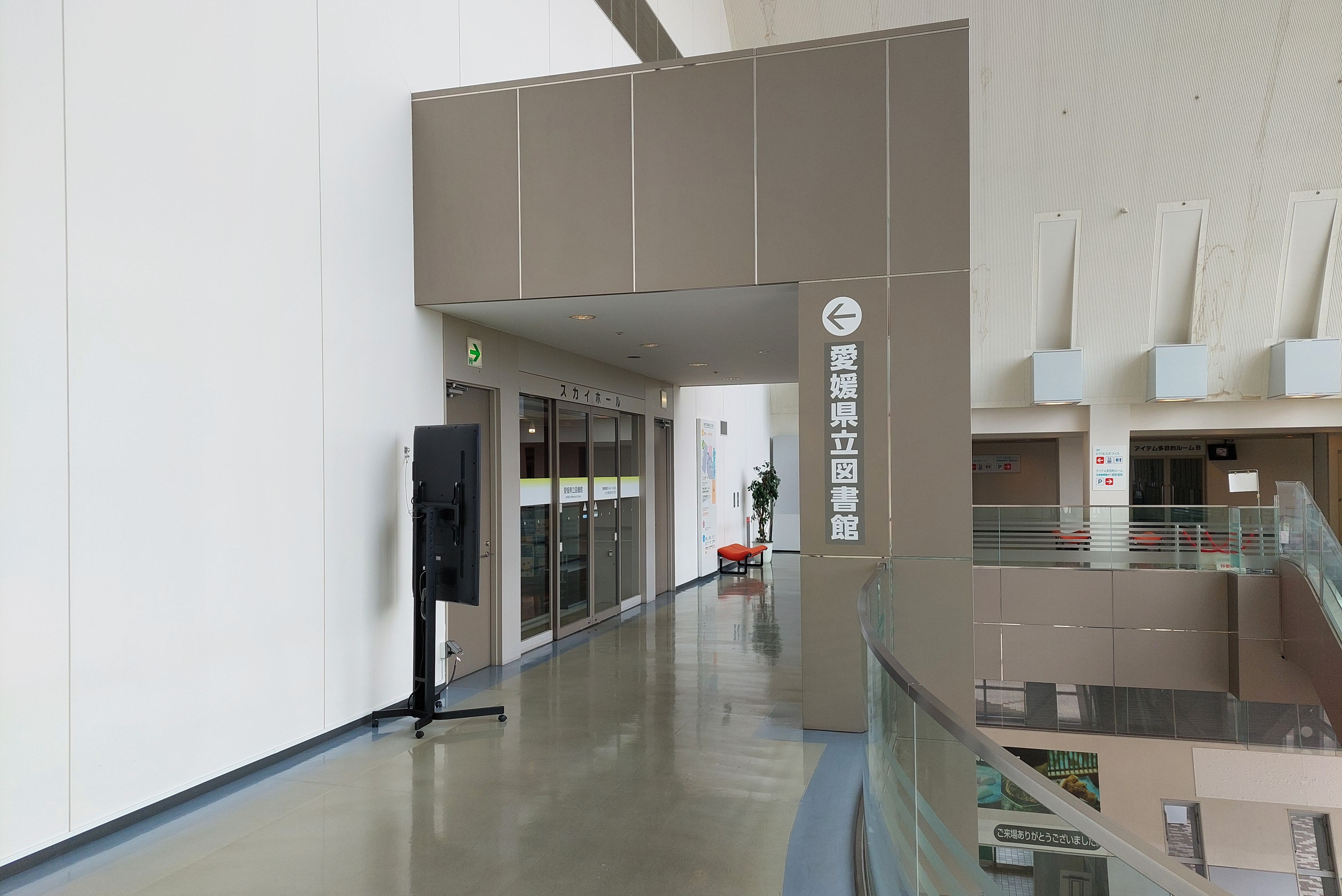
愛媛県立図書館仮設図書館

### 1階
- 総合案内所
- 大展示場（面積：4,500㎡）
- 小展示場（面積：1,500㎡）
- FAZプラザ（面積：3,500㎡）
- レストラン夢家
- Eコーナー

### 2階
- ビジネスオフィス

### 3階
- ビジネスオフィス
  - 愛媛県中小企業家同友会
  - 社団法人愛媛県産業貿易振興協会
  - 愛媛県地域共同就職支援センター
  - 海運オーナーズクラブ
  - 四国国際交流事業協同組合
  - 中四国経済交流事業協同組合
  - 一般財団法人港湾空港建設技術サービスセンター
  - 住友重機械イオンテクノロジー 松山事務所
- アイテムぎゃらりぃ
- ジェトロ愛媛（独立行政法人日本貿易振興機構）
- ジェトロ愛媛産業国際化センター
- 愛媛県立図書館仮設図書館

### 4階
- 会議室（第1～6会議室）

### 付属施設
- 立体駐車場

## アクセス
- 伊予鉄バスアイテムえひめ前バス停
- 松山空港から車で約5分。
- 松山観光港から車で約10分。
- JR四国予讃線松山駅から車で約15分。